# Světový pohár v biatlonu 2020/2021 – Östersund
Závěrečný 10. podnik Světového poháru v biatlonu v sezóně 2020/21 se konal od 19. do 21. března 2021 ve švédském Östersundu. Na programu byly mužské a ženské závody ve sprintech, stíhací závody a závody s hromadným startem.
Závody se měly původně uskutečnit na biatlonovém stadionu Holmenkollen v norském Oslu, ale norské regulační orgány je z důvodu aktuální pandemické situace ve světě nepovolily. Mezinárodní biatlonovou unií (IBU) se proto v únoru 2021 dohodla se švédskými pořadateli. V Östersundu se měly konat závody začátkem prosince 2021, ale když se IBU rozhodla z důvodů ochrany účastníků pro vznik dvoutýdenních bloků, byly tyto závody přesunuty do finského Kontiolahti.
Přesun závodů se neobešel bez komplikací, protože německé úřady nedovolily servisním týmům projet přes Německo a ty musely z předcházejícího podniku v Novém Městě na Moravě cestovat přes Polsko.

## Program závodů
Oficiální program:
| Datum      | Disciplína                       | Začátek (SEČ) | Počet závodníků |
| ---------- | -------------------------------- | ------------- | --------------- |
| 19. března | Sprint (ženy)                    | 12.30         | 101             |
| 19. března | Sprint (muži)                    | 15.30         | 100             |
| 20. března | Stíhací závod (ženy)             | 12.15         | 58              |
| 20. března | Stíhací závod (muži)             | 15.15         | 59              |
| 21. března | Závod s hromadným startem (ženy) | 15.30         | 30              |
| 21. března | Závod s hromadným startem (muži) | 17.15         | 30              |

Závody s hromadným startem měly původně začátek naplánovaný na 13.00 a 15.30, ale kvůli silnému nočnímu větru, který ničil zařízení na trati, bylo rozhodnuto o jejich odložení na pozdější čas.

## Průběh závodů

### Sprinty
V závodě žen zvítězila, posedmé ve sprintu v řadě, Norka Tiril Eckhoffová, ovšem její vítězství nebylo tak jednoznačné jako v předchozích závodech. Zpočátku vedla bezchybně střílející Italka Dorothea Wiererová. Norka Ingrid Landmark Tandrevoldová běžela rychleji, ale především vinou pomalejší střelby na Italku ztrácela a do cíle dojela sedm vteřin za ní. Eckhoffová, která startovala na začátku druhé poloviny závodnic, jela rychle a v průběžných časech se držela vždy o několik vteřin v čele. Při druhé střelbě však nezasáhla jeden terč a klesla na druhé místo, ale v závěru posledního kola dokázala zrychlit a dojela do cíle 2,5 vteřiny před Wiererovou. Ve světovém poháru poprvé závodila Švédka Stina Nilssonová, bývalá běžkyně na lyžích, olympijská vítězka a mistryně světa. S jednou střeleckou chybou dojela na 26. místě.
České závodnice jely pomalu a střílely hůře než v předchozích závodech. Žádná z nich se neprobojovala do sobotního stíhacího závodu: nejlépe skončila Lucie Charvátová s čtyřmi chybami na střelnici na 69. místě, Markéta Davidová udělala sice o chybu méně, ale dojela o jedno místo za ní. Eva Puskarčíková dokončila na 94. pozici a Jessica Jislová, která z deseti terčů zasáhla jen dva, dojela poslední. Po zápase pak český tým zveřejnil, že všechny – kromě Charvátové – měly akutní střevní problémy.
V mužském závodu vál silnější vítr, a proto se více chybovalo než ve sprintu žen. Mezi prvními startoval Ital Lukas Hofer, který střílel bezchybně, jel velmi rychle a v cíli se udržoval průběžně v čele. Nor Tarjei Bø zasáhl také všechny terče, ale běžel pomaleji a dojel čtvrt minuty za Italem. Rychle jel také Švéd Sebastian Samuelsson, který se udržoval několik vteřin za Hoferem, ale v posledním kole nedokázal zrychlit a přijel do cíle na druhém místě, čtyři vteřiny za Italem. Nor Johannes Thingnes Bø skončil se dvěma nezasaženými terči na sedmém místě, přesto si udržel vedení v celkovém pořadí světového poháru.
České reprezentanty oproti ženám žádné zdravotní problémy nepostihly. Michal Krčmář s jedním nezasaženým terčem dojel na 18. místě, stejně střílející Jakub Štvrtecký o jedno místo za ním.  Do stíhacího závodu se probojoval ještě Mikuláš Karlík z 51. pozice.

### Stíhací závody
Závod žen, který se jel bez českých reprezentantek, výrazně ovlivnil silný vítr. Po druhé střelbě se do vedení dostala Norka Marte Olsbuová Røiselandová s náskokem čtvrt minuty před Běloruskou Hannou Solovou. Tiril Eckhoffová se propadla na 15. místo, ale při třetí střelbě jako jediná z vedoucích závodnic zastřílela bezchybně a posunula se na třetí pozici, tři vteřiny za Francouzku Julii Simonovou. V čele závodu si Røiselandová upevnila svoji pozici: nezasáhla zde sice dva terče, ale rychlým během si už předem vytvořila dostatečný náskok. Při poslední střelbě udělala Røiselandová zase dvě chyby, zatímco Eckhoffová jednu, a tak se rozdíl mezi oběma Norkami snížil na 20 vteřin. Eckhoffová však už nedokázala zrychlit a Røiselandová tak po čtvrt roce vybojovala další vítězství ve světovém poháru. Na třetí místo se na začátku posledního kola dostala Solová. Simonová odjížděla sice jen šest vteřin za ní, ale na trati ztrácela, a tak Solová získala bronzovou medaili.
V závodě mužů se zpočátku střídali v čele Ital Lukas Hofer a Švéd Sebastian Samuelsson. Po druhé střelecké položce se mezi ně dostal Nor Johannes Thingnes Bø, který stále střílel bezchybně a vypracoval si téměř minutový náskok, se kterým přijížděl k poslední střelecké položce. Původně mírný vítr však v druhé polovině závodu zesílil a to ovlivnilo střelby vstoje. I když Bø rány odkládal, udělal tři chyby a klesl na třetí místo, těsně za Hofera. Do čela se propracoval Sturla Holm Laegreid, který jako jediný na této střelbě nechyboval.  I když Bø běžel ze všech biatlonistů nejrychleji a brzy předjel Itala, Laegreidův náskok 17 vteřin už dojet nedokázal a skončil druhý. Díky bodovému zisku se Laegreid dostal do čela hodnocení disciplíny a získal malý glóbus za tuto disciplínu, když Bøa se shodným počtem 306 bodů porazil díky třem vítězství ve stíhacích závodech. Teoretickou šanci měl před závodem i úřadující mistr světa Émilien Jacquelin, který však dojel v pěti chybami až čtrnáctý.
Z českých reprezentantů se Michal Krčmář zpočátku držel kolem 15. pozice, ale po celkem pěti chybách se propadl na 26. místo. V posledním kole předjel několik závodníků a dojel na 21. místě. Jakub Štvrtecký se šesti chybami dokončil závod o deset pozic za ním; Mikuláš Karlík, který byl po druhé střelbě předposlední, se zlepšil na 42. místo v cíli.

### Závody s hromadným startem
I přes přeložení se ženský závod odehrával za nepříliš příznivých podmínek. Markéta Davidová při první položce střílela čistě, rychle běžela a odjížděla první s náskokem 4 vteřin na Italku Dorotheu Wiererovou. Druhou položku vleže zastřílela Davidová s jednu chybou, ale všechny závodnice z čela startovního pole s výjimkou Ukrajinky Julije Džymové také chybovaly. Džymová se tak dostala na první místo těsně následována Davidovou – která brzy Ukrajinku předjela – a Wiererovou. 
Při třetí střelbě vítr zesílil a všechny závodnice z první skupiny nezasáhly aspoň dva terče. Davidová udělala čtyři chyby a klesla na 13. pozici. Po necelé minutě vítr zeslábl a další závodnice střílely lépe. Díky tomu se bezchybná Bělorusks Dzinara Alimbekavová posunula z 12. místa do čela a odjížděla ze střelnice 13 vteřin před Wiererovou. Svůj odstup zvětšovala a na poslední střelbu přijížděla s téměř půlminutovým náskokem. Zde vítr ještě zesílil a Běloruska udělala tři chyby. Udržela se v čele, ale pět vteřin za ní odjížděla Norka Ingrid Landmark Tandrevoldová. Mezitím Davidová nezasáhla další tři terče. Ještě hůře zvládla poslední střelbu Wiererová, která čekala na lepší podmínky a zdržela se zde přes dvě a půl minuty, přesto třikrát minule a propadla se na konec třetí desítky. V posledním kole předjela Tandrevoldová Alimbekavovou a získala tak svoje první vítězství v závodech světového poháru. Za Běloruskou skončila třetí Němka Franziska Preussová, která zvládla poslední střelbu jen s jedním omylem. Tandrevoldová díky bodovému zisku souběžnému neúspěchu soupeřek ovládla hodnocení disciplíny a získala malý křišťálový glóbus. Do té doby vedoucí závodnice závodů s hromadným startem Francouzka Julia Simonová dojela na posledním místě, když z dvaceti terčů zasáhl jen pět a zaznamenala nejhorší střeleckou bilanci závodu. Nejlépe si naopak na střelnici vedla Němka Janina Hettichová, která udělala čtyři chyby a dojela na devátém místě. Markéta Davidová dokončila závod na 14. místě. Tiril Eckhoffová v závodě usilovala o vyrovnání rekordu Švédky Magdaleny Forsbergové v počtu individuální výher v jedné sezóně. Po osmi chybách na střelnici obsadila sedmé místo a ročník ukončila s třinácti výhrami, zatímco Švédka jich v sezóně 2000/2001 zaznamenala čtrnáct.
Posledním závodem sezóny vyvrcholil boj o celkové prvenství ve světovém poháru mezi Nory Johannesem Bø a Laegreidem. Bodový rozdíl mezi oběma činil po odečtení čtyř nejhorších výsledků jeden bod pro Laegreida. Zpočátku vyzníval závod lépe pro Laegreida, který udělal při položkách vleže jednu chybu, kdežto Johannes Bø dvě a propadl se až do druhé desítky průběžného pořadí. Do čela se dostal Rus Eduard Latypov, který pak přijížděl s náskokem dvaceti vteřin na první střelbu vstoje. Zde chyboval dvakrát, zatímco Francouz Antonin Guigonnat střílel bezchybně, a tak odjížděl do předposledního kola jako první. Střelby vstoje byly klíčové pro konečné pořadí v čele celkového hodnocení: Laegraid při obou udělal o jednu chybu více než Bø, který se tak posunul s více než půlminutovým náskokem před svého reprezentačního kolegu. Při poslední střelbě pak Latypov střílel stejně jako Francouz Simon Desthieux bezchybně a v tomto pořadí vyjížděli oba do posledního kola. Francouz běžel rychleji, v polovině kola Rusa předjel, udržoval si potřebný náskok a zvítězil. K Latypovovi se přibližoval Johannes Bø, ale už jej nedostihl, a Latypov tak získal v den svých 27. narozenin první individuální medaili v závodech světového poháru. Johannes Bø si zajistil třetí velký křišťálový glóbus v řadě a měl na dosah i malý křišťálový globus v této disciplíně, který však díky šestému místu získal do té doby vedoucí závodník tohoto pořadí Tarjei Bø.
Jediný český účastník tohoto závodu Michal Krčmář běžel pomalu a na poslední střelbu přijížděl čtrnáctý. Zde však zasáhl jen jeden terč z pěti a s celkově šesti chybami dojel do cíle na 26. pozici.

## Umístění na stupních vítězů

### Muži
| Disciplína                        | První místo          | Výkon             | Druhé místo          | Výkon             | Třetí místo          | Výkon             |
| Sprint (10 km)                    | Lukas Hofer          | 22.27,1 (0+0)     | Sebastian Samuelsson | 22.31,2 (0+0)     | Tarjei Bø            | 22.41,5 (0+0)     |
| Stíhací závod (12,5 km)           | Sturla Holm Laegreid | 32.40,5 (1+0+1+0) | Johannes Thingnes Bø | 33.03,1 (0+0+0+3) | Lukas Hofer          | 33.12,9 (1+0+2+1) |
| Závod s hromadným startem (15 km) | Simon Desthieux      | 35.43,7 (0+1+1+0) | Eduard Latypov       | 35.52,6 (0+0+2+0) | Johannes Thingnes Bø | 36.01,2 (1+1+0+1) |

### Ženy
| Disciplína                          | První místo                   | Výkon             | Druhé místo          | Výkon             | Třetí místo                   | Výkon             |
| Sprint (7,5 km)                     | Tiril Eckhoffová              | 18.44,6 (0+1)     | Dorothea Wiererová   | 18.47,1 (0+0)     | Ingrid Landmark Tandrevoldová | 18.51,3 (0+0)     |
| Stíhací závod (10 km)               | Marte Olsbuová Røiselandová   | 32.54,8 (0+0+2+2) | Tiril Eckhoffová     | 33.24,1 (1+2+0+1) | Hanna Solová                  | 33.38,8 (0+1+3+1) |
| Závod s hromadným startem (12,5 km) | Ingrid Landmark Tandrevoldová | 34.53,1 (0+1+3+1) | Dzinara Alimbekavová | 35.00,0 (1+2+0+3) | Franziska Preussová           | 35.11,1 (0+1+4+1) |

## Pořadí zemí
| Pořadí | Země      | 1. místo | 2. místo | 3. místo | Celkově |
| ------ | --------- | -------- | -------- | -------- | ------- |
| 1.     | Norsko    | 4        | 2        | 3        | 9       |
| 2.     | Itálie    | 1        | 1        | 1        | 3       |
| 3.     | Francie   | 1        | 0        | 0        | 1       |
| 4.     | Bělorusko | 0        | 1        | 1        | 2       |
| 5.     | Švédsko   | 0        | 1        | 0        | 1       |
| 5.     | Rusko     | 0        | 1        | 0        | 1       |
| 7.     | Německo   | 0        | 0        | 1        | 1       |
|        | Celkem    | 6        | 6        | 6        | 18      |